# Aeroportul Upolu
Aeroportul Upolu (IATA: UPP, ICAO: PHUP, FAA LID: UPP) este un aeroport din Hawaii, Statele Unite ale Americii ce deservește zona Hawi⁠(d). Aeroportul a fost tranzitat în 2003 de 0 pasageri.
Situat la o altitudine de 29 m, aeroportul dispune de 1 pistă. Este operat de Hawaii Department of Transportation⁠(d).

## Infrastructură

### Piste
Aeroportul dispune de o singură pistă. Pista 07/25 are suprafața de asfalt și dimensiunile 3.800 picioare × 75 picioare. 